# Зайцев, Иван Степанович
Зайцев Иван Степанович (9 октября 1926, Чёнки, Гомельская губерния — 16 апреля 1945, Зелов, Бранденбург) — участник Великой Отечественной войны, командир стрелкового отделения 9-й стрелковой роты 1050-го стрелкового полка 301-й стрелковой дивизии 5-й ударной армии 1-го Белорусского фронта, сержант. Герой Советского Союза (1945, посмертно). Закрыл своим телом амбразуру пулемёта.

## Биография
Родился в 1926 году в деревне Чёнки в предместьях Гомеля в крестьянской семье, получил начальное образование.
В ноябре 1943 года, после освобождения Гомеля, был призван в РККА. С декабря 1943 года участвовал в боях на 3-м Украинском фронте и 1-м Белорусском фронте.
На 16 апреля 1945 года являлся командиром стрелкового отделения в 301-й стрелковой дивизии. Дивизия в ходе Берлинской операции в этот день наступала на левом фланге 5-й ударной армии в первом эшелоне. 1050-й стрелковый полк наступал на железнодорожную станцию Вербиг в 5 километрах севернее Зелова (ныне в черте города).
Действовал в составе штурмовой группы 3-го батальона полка. На подступах к станции подразделение было остановлено огнём из дзота и залегло. Командир отделения Зайцев по своей инициативе со связкой гранат пополз к дзоту. На пути был обнаружен противником, который сосредоточил на Зайцеве огонь, и сержант был ранен. Тем не менее, продолжил движение к дзоту, и когда до огневой точки оставалось несколько метров, бросился на неё и закрыл телом амбразуру.
Был похоронен в Кюстрине, в братской могиле близ стадиона. Указом Президиума Верховного Совета СССР от 31 мая 1945 года за образцовое выполнение боевых заданий командования на фронте борьбы с немецко-фашистским захватчиками и проявленные при этом мужество и героизм сержанту Зайцеву Ивану Степановичу посмертно присвоено звание Героя Советского Союза.

## Награды и звания
- Герой Советского Союза (31.5.1945)
- Орден Ленина

## Память
- Именем И. С. Зайцева названы улицы в Гомеле и Чёнках.
- Мемориальная доска установлена на здании ПТУ № 56 Гомеля, в котором размещалось ремесленное училище, где в 1940 году учился И. С. Зайцев[4].
- В Чёнках на стене одной из многоэтажных новостроек создан мурал Герою Советского Союза Ивану Зайцеву[5].